# Кижаев, Дмитрий Петрович
Дми́трий Петро́вич Кижае́в (16 июня 1946, Запорожье — 22 июня 2024) — музыкант, композитор, заслуженный артист Российской Федерации (1999).

## Биография
Дмитрий Петрович Кижаев жил в Ленинграде с 1948 года. Окончил музыкальную школу-десятилетку при консерватории. Учась в школе, увлекался джазом. Учился сначала по классу скрипки, но после трёхлетнего перерыва по семейным обстоятельствам (жил за границей) был переведён на теоретико-композиторское отделение. После школы поступил в Ленинградскую консерваторию. В консерватории увлекся «The Beatles». Создал ансамбль «Садко», в котором стал играть на соло-гитаре. Упор делался на инструментальную музыку в стиле биг-бит. Ансамбль просуществовал с 1966 по 1969 год.
После окончания консерватории по распределению попал в оркестр Ленинградского мюзик-холла. Службу в армии проходил в Ансамбле песни и пляски Советской армии. После армии работал в оркестре радио и телевидения, Ленинградском концертном оркестре под управлением Анатолия Бадхена. Писал музыку, делал аранжировки. Был одним из основателей ансамбля «Джаз-комфорт» (в 1974 году). Работал с Марией Пахоменко, Сергеем Захаровым, Махмудом Эсамбаевым.
В 1990-е годы вместе с Григорием Клеймицем, Анатолием Кальварским играл камерный джаз в престижных отелях. В 1997 году предоставил свои инструменты для возобновления концертной деятельности «Поющих гитар».  Когда Анатолий Васильев не смог присоединиться к ансамблю, Кижаев стал соло-гитаристом «Поющих гитар». Одновременно продолжал работать в оркестре детского музыкального театра «Зазеркалье», сотрудничал с оркестрами Санкт-Петербургской государственной филармонии. В конце 2003 года Кижаев прекратил работу с «Поющими гитарами».
Умер 22 июня 2024 года в возрасте 78 лет после долгой и тяжёлой болезни .